# Plataforma Unitária Democrática
Plataforma Unitária Democrática (PUD), ou simplesmente Plataforma Unitária (PU) (em espanhol: Plataforma Unitaria Democrática; PUD. Plataforma Unitaria; PU), é uma aliança política de oposição na Venezuela composta pela sociedade civil, sindicatos, militares aposentados, partidos políticos e deputados da Assembleia Nacional de 2016 a 2021.

## Formação
Em 21 de abril de 2021, Juan Guaidó apresentou um documento sobre uma nova aliança de oposição chamada Plataforma Unitaria. No final de junho de 2021, o Conselho Nacional Eleitoral (CNE) reabilitou a Mesa da Unidade Democrática (MUD) como um partido político nacional para participar das eleições regionais de 2021.
Em 31 de agosto de 2021, a MUD voltou ao cenário eleitoral venezuelano com o apoio da Plataforma Unitária, utilizando a ficha da MUD, e a coligação foi reabilitada pelo CNE e pelos partidos políticos pertencentes ao Frente Amplio Venezuela Libre (FAVL), com a intenção de participar das eleições regionais em 21 de novembro.

### Eleição presidencial de 2024
Em 30 de julho de 2024, após a eleição presidencial na Venezuela, conforme os resultados anunciados pela PUD, que cobrem 81,85% das atas eleitorais apuradas, Edmundo González Urrutia está matematicamente eleito com 67% dos votos (7.173.152), derrotando o ditador Nicolás Maduro, que obteve 30% dos votos, totalizando 3.250.424.
No entanto, o Conselho Nacional Eleitoral (CNE) declarou Maduro reeleito com 51,20% dos votos, contra 44,2% de Edmundo, com 80% das urnas apuradas. Muitos países consideraram o resultado das eleições de Maduro como fraudulento.

## Resultados eleitorais

### Eleições presidenciais
| Data | Candidato                | CI. | Votos     | %             | Situação  |
| ---- | ------------------------ | --- | --------- | ------------- | --------- |
| 2024 | Edmundo González Urrutia | 1º  | 7 156 462 | 67,14 / 100,0 | Disputado |

## Membros
Fazem parte da Plataforma Unitária os seguintes partidos:
| Partido | Partido | Partido      | Partido | Ideologia                                                                                           | Posicionamento           | Líder                                   | Assembleia Nacional |
| ------- | ------- | ------------ | --- | --------------------------------------------------------------------------------------------------- | ------------------------ | --------------------------------------- | ------------------- |
|         |         | AD           | Ação Democrática Acción Democrática                                                                           | Social democracia Nacionalismo venezuelano                                                          | Centro-esquerda          | Henry Ramos Allup                       | 0 / 277             |
|         |         | COPEI        | Comitê de Organização Política Eleitoral Independente Comité de Organización Política Electoral Independiente | Democracia cristã Doutrina social católica Humanismo cristão Conservadorismo social Subsidiariedade | Centro to centro-direita | Roberto Enriquez                        | 0 / 277             |
|         |         | UNT          | Um Novo Tempo Un Nuevo Tiempo                                                                                 | Social democracia Reformismo Progressismo                                                           | Centro-esquerda          | Manuel Rosales                          | 0 / 277             |
|         |         | VP           | Vontade Popular Voluntad Popular                                                                              | Partido pega-tudo Social democracia Progressismo Mercado livre                                      | Centro                   | Leopoldo López                          | 0 / 277             |
|         |         | PJ           | Primeiro Justiça Primero Justicia                                                                             | Partido pega-tudo Humanismo Conservatismo                                                           | Centro-direita           | Tomás Guanipa                           | 0 / 277             |
|         |         | MPV          | Movimento pela Venezuela Movimiento por Venezuela                                                             | Social democracia Socialismo democrático Progressismo Integração latino-americana                   | Centro-esquerda          | Simón Calzadilla                        | 0 / 277             |
|         |         | Convergencia | Convergência Nacional Convergencia Nacional                                                                   | Conservadorismo social Democracia cristã Economia social de mercado Humanismo cristão               | Centro-direita           | Juan José Caldera                       | 0 / 277             |
|         |         | EC           | Encontro Cidadão Encuentro Ciudadano                                                                          | Social liberalismo                                                                                  | Centro-direita           | Delsa Solórzano                         | 0 / 277             |
|         |         | La Causa Я   | Causa Radical La Causa Radical                                                                                | Democracia radical Socialismo democrático Movimento operário Radicalismo                            | Centro-esquerda          | Andrés Velásquez                        | 0 / 277             |
|         |         | PRVZL        | Projeto Venezuela Proyecto Venezuela                                                                          | Democracia cristã Conservadorismo liberal Conservadorismo social                                    | Centro-direita           | Henrique Salas Römer Henrique Salas Feo | 0 / 277             |